# Escuela de Ingeniería de la Universidad Cornell
La Escuela de Ingeniería de la Universidad Cornell (en inglés:Cornell University College of Engineering) es el centro docente de ingeniería de la Universidad Cornell y uno de los 4 centros (facultades y escuelas) que la universidad no tiene concertados con el estado de Nueva York, por lo que es totalmente privado. Es el tercero más grande de la universidad en número de alumnos de pregrado.

## Historia
Se fundó en 1870 como Sibley College of Mechanical Engineering and Mechanic Arts (Escuela Sibley de Ingeniería Mecánica y Artes Mecánicas en español) en honor a Hiram Sibley, el primer benefactor de la institución. En 1919, al fusionarse con la Escuela de Ingeniería Civil (College of Civil Engineering en inglés), cambió su nombre al actual.
En 2006, Bill Gates donó, a través de la Fundación Bill y Melinda Gates, 25 millones de dólares para la construcción de un nuevo edificio para informática.

## Programas académicos
Actualmente consta de 12 departamentos e imparte programas de grado, máster y doctorado en las siguientes carreras universitarias:
|                                            | Grado | Maestría | Doctorado |
| Biofísica                                  |       |          | X         |
| Ciencias Atmosféricas                      |       |          | X         |
| Ciencias de la computación                 | X     | X        | X         |
| Ciencia de materiales                      | X     | X        | X         |
| Documentación                              | X     |          | X         |
| Estadísticas                               |       |          | X         |
| Geología                                   | X     | X        | X         |
| Ingeniería aeroespacial                    |       | X        | X         |
| Ingeniería Biológica                       | X     | X        | X         |
| Ingeniería Biomédica                       |       | X        | X         |
| Ingeniería Civil y Medioambiental          | X     | X        | X         |
| Ingeniería Física y Aplicada               | X     | X        | X         |
| Ingeniería Informática y Eléctrica         | X     | X        | X         |
| Ingeniería en Investigación de operaciones | X     | X        | X         |
| Ingeniería Mecánica y Aeroespacial         | X     | X        | X         |
| Ingeniería Nuclear                         |       |          | X         |
| Ingeniería de Organización Industrial      |       | X        |           |
| Ingeniería Química                         | X     | X        | X         |
| Ingeniería de Sistemas                     |       | X        |           |
| Matemáticas Aplicadas                      |       |          | X         |
| Mecánica Aplicada y Teórica                |       | X        | X         |

## Programas en el extranjero
Los estudiantes de la Escuela de Ingeniería de la Universidad Cornell pueden cursar estudios en el extranjero a través de varios programas con las siguientes universidades:
- Universidad de Cantabria
- École centrale Paris
- Hong Kong University of Science and Technology
- Indian Institutes of Technology
- Instituto Tecnológico y de Estudios Superiores de Monterrey
- Universidad Técnica de Dresde
- Universidad de Tel Aviv

## Programas de intercambio de estudiantes
A su vez, la escuela mantiene dos programas para que alumnos de las escuelas de ingeniería de la Universidad de Cantabria (ETSICCP) y de la Universidad de Ciencia y Tecnología de Hong Kong puedan estudiar en Cornell.